# 1658 Іннес
1658 Іннес (1658 Innes) — астероїд головного поясу, відкритий 13 липня 1953 року.
Тіссеранів параметр щодо Юпітера — 3,394.